# مریانج
مَریانَج یکی از شهرهای استان همدان و یکی از شهرهای تابع شهرستان همدان است که در ۵ کیلومتری غرب شهر همدان و در جاده همدان - کرمانشاه قرار دارد. مریانج در دامنه‌های کوه الوند واقع است و دروازهٔ ورودی دره امامزاده کوه (دره ماوشان) است که در مدخل روستاهای سولان، توئیجین، موئیجبن و برفجین (وفرجین) قرار دارد. 

## آشنایی با شهر مریانج

### ویژگی‌های جغرافیایی

#### موقعیت
شهر مریانج در ۵ کیلومتری غرب شهر همدان و در عرض جغرافیایی ۴۵، ۴۹، ۳۴ و طول جغرافیایی ۳۰، ۲۷، ۴۸ قرار گرفته است. در تقسیمات کشوری یکی از شهرهای شهرستان همدان می‌باشد که در ابتدای مسیر روستاهای سولان، توئیجین، موئیجین و برفجین قرار گرفته است. این شهر با شهرهای همدان، ازندریان، تویسرکان، اسدآباد، بهار، وینسار، گل تپه، کبود راهنگ، جورقان، لالجین، کوهین و فرسفج مجاورت دارد.

#### حدود
مریانج از شرق به همدان، از غرب به اراضی پادگان نظامی شهید قهرمان، از جنوب به بخش‌هایی از دامنه سلسله ارتفاعات کوهستان الوند و دره ماوشان (امام زاده کوه) و از شمال به روستاهای ینگجه (انصارالامام)، یکن آباد و شهر بهار محدود است. در تقسیمات کشوری، یکی از دهستان‌های شهرستان همدان به نام الوند کوه غربی به مرکزیت شهر مریانج است که روستاهای سولان، توئیجین، موئیجین، برفجین، انصارالامام، یِکن آباد، اوزانا، حیدره پشت شهر و چشمه قصابان را در بر می‌گیرد.

#### وسعت و ناهمواری
مریانج با وسعتی در حدود ۱/۷۵ کیلومتر مربع دشتی است نسبتاً کوچک که در پهنه دامنه شمالی الوند واقع شده و رونق اقتصاد کشاورزی آن وابسته به رودخانهها و جویبار‌هایی است که از دامنه‌های الوند سرچشمه می‌گیرد.
مهم‌ترین آن‌ها رودخانه برفین (ماوشان / قوری جای یا قرو چای) است که از دامنه‌های شمالی الوند سرچشمه می‌گیرد.
زمین‌های مریانج از نظر زمین‌شناسی بر روی ورقه تویسرکان قرار دارد که متعلق به دوره هولوسن از دوران کواترنر و سنوزوئیک است. اجزای سازنده اراضی محدوده مریانج دربر گیرنده شن، ریگ، ماسه و سیلیس است.
بر اساس نقشه ۱:۱۰۰۰۰۰ سازمان زمین‌شناسی کشور هیچ گسل فعالی که موجب زلزله شود در اطراف شهر مریانج وجود ندارد.

#### آب و هوا
حداکثر مطلق درجه حرارت هوا در این شهر ۸/۳۶، و حداقل مطلق آن ۶/۲۹- و متوسط حرارت آن ۶/۹ درجه سانتی گراد است. گرمترین ماه‌های سال با حداکثر دمای ۳۵ درجه سانتی گراد تیر و مرداد است و سردترین ماه‌های سال با میانگین ۴/۲۵- درجه سانتی گراد دی و بهمن است.
میزان سالانه بارندگی بیش از ۳۰۰ میلی لیتر است؛ به طوری که در فروردین ماه حداکثر ۹۵ میلی لیتر، در اردیبهشت ۸۲ میلی لیتر در خرداد ۸۱ میلی لیتر و در بقیه ماه‌های سال به تناسب متغیر است. روزهای یخبندان در مریانج به‌طور میانگین ۱۴۳ روز می‌باشد.

### جمعیت
اولین آمار ثبت شده در خصوص جمعیت مریانج، به سال ۱۳۲۹ برمی گردد. در سال قصبهٔ مریانج بالغ بر ۲۲۵۴ نفر جمعیت داشته و به لحاظ تقسیمات سیاسی به استان کرمانشاه تعلق داشته است. در اولین سرشماری نفوس و مسکن (سال ۱۳۳۵) جمعیت این شهر به ۲۵۴۶ نفر افزایش یافت مریانج به لحاظ تقسیمات سیاسی سرانجام در سال ۱۳۵۲ در محدوده سیاسی استان همدان قرار گرفت. جمعیت شهر مریانج به ترتیب در سرشماری‌های عمومی نفوس و مسکن سال ۱۳۴۵ - ۱۳۵۵ - ۱۳۶۵ - ۱۳۷۵ - ۱۳۸۵ و ۱۳۹۰ به ترتیب ۳۱۴۸ - ۳۷۹۴ - ۷۲۴۲ - ۸۵۲۳ - ۹۵۲۹ و ۱۰۲۰۷ نفر رسید. در حال حاضر جمعیت شهر مریانج بر اساس آخرین سرشماری سال ۱۳۹۵ بالغ بر ۱۱۷۶۲ نفر است.

### اقتصاد و معیشت
اقتصاد شهر مریانج از دیرباز بر کشاورزی و دامداری استوار بوده و در فرهنگ نامه دهخدا این چنین توصیف شده است: «مریانج . [م َرْ ن َ] (اِخ) (مریایه) قصبه ای است از دهستان چهار بلوک بخش سیمینه رود شهرستان همدان، در ۶ هزارگزی غرب همدان کنار راه همدان به کرمانشاه، در منطقهٔ کوهستانی سردسیر واقع و دارای ۲۵۵۵ تن سکنه است. آبش از قنات و رودخانهٔ وفرجین، محصولش غلات، حبوبات، لبنیات، صیفی، میوه جات و شغل مردمش زراعت و گله داری و صنایع دستی زنان قالیچه و جاجیم بافی است. متجاوز از ۲۰۰ باب دکان در این قصبه وجود دارد.» (از فرهنگ جغرافیایی ایران ج ۵).
علاوه بر کشاورزی و دامداری و باغداری در دهه‌های اخیر اشتغال به اموری مثل حمل و نقل، مرغداری، صنایع چوب و مشاغل اداری، نظامی و امور خدماتی رواج یافته‌است. عمده محصولات کشاورزی در این منطقه سیر و سیب زمینی است.
ورزشگاه
شهر مریانج صاحب یک مجموعه ورزشی بزرگ و ۱۰ هزار نفری به نام شهید حاجی بابایی است که امروزه تمامی اردوهای تیم ملی به میزبانی استان همدان و مسابقات تیم‌های فوتبال شهرداری همدان در لیگ دسته اول کشور و پاس همدان در لیگ دسته دوم کشور به میزبانی این ورزشگاه برگزار می‌شود.
این مجموعه ورزشی بزرگ‌ترین و مجهزترین مجموعه ورزشی غرب کشور است.
مرکز مهارت
بزرگ‌ترین مرکز مهارت آموزی یا فنی و حرفه ای غرب کشور در این شهر است که خیل عظیمی از کارآموزان در سطح کشور در این مرکز مهارت و حرفه آموخته‌اند.
کتابخانه یا مرکز مطالعات
کتابخانه شهید مظاهری این شهر امروز مرکز همایش‌های کتاب و کتابخوانی استان همدان است و به عنوان اولین کتابخانه دیجیتال استان نیز فعالیت دارد.